# Eurosport 2
Eurosport 2 er den anden tv-kanal af de tre kanaler (Eurosport, Eurosport 2 og Eurosport HD) af Eurosport firmaet. Kanalen sender live Formel E-løb og diverse former for ekstremsport. 

## Eurosport Danmark
Eurosport Danmark blev til da SBS Discovery købte kanalerne Canal8 Sport og Canal 9. Eurosport 2 lukkede d. 30. juni 2015, da den sammen med Canal 8 Sport blev lavet til Eurosport Danmark, der åbnede d. 1. juli 2015. Kanalen kan ses via Yousee og Viasat. 11. december 2015 blev det officielt at Eurosport Danmark d. 15. februar 2016, skifter navn til Eurosport 2.